# Cuno von Uechtritz-Steinkirch
Cuno von Uechtritz-Steinkirch, né le 3 juillet 1856 à Breslau et mort le 29 juillet 1908 à Berlin, est un sculpteur allemand de l'école de Berlin et de l'école de Dresde. Il s'est fait surtout connaître par son monument de l'allée de la Victoire du Tiergarten, dédié à Georges-Guillaume de Brandebourg et par plusieurs fontaines à Berlin et ailleurs.

## Biographie

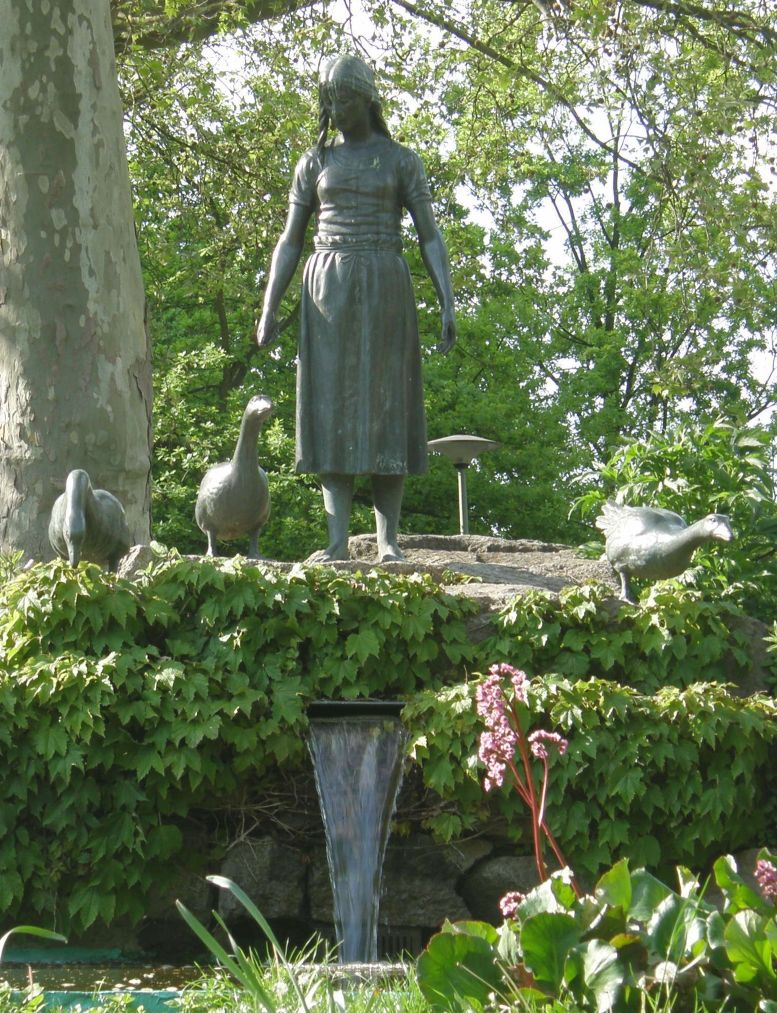
La Gänseliesel de Wilmersdorf

Cuno von Uechtritz-Steinkirch descend d'une famille (de) de la noblesse de Lusace. C'est à 21 ans qu'il décide se consacrer à la sculpture, après que Guillaume Ier eut acquis une statuette de lui représentant l'écrivain silésien Karl von Holtei. Le jeune homme voyage en 1878 et en 1879 en Italie, puis commence sa formation à l'atelier dresdois de Carl Friedrich Echtermeier, qui avait été formé par Ernst Hähnel, professeur à l'académie des arts et fondateur de l'école de sculpture de Dresde. Ce dernier remarque Uechtritz-Steinkirch et le prend dans son atelier comme élève. Hähnel favorise la tendance idéaliste des formes, plutôt que la tendance réaliste, ce qui marque durablement Uechtritz-Steinkirch.
Il poursuit sa formation à l'académie des beaux-arts de Vienne auprès de Viktor Tilgner et découvre la plastique polychrome. C'est ainsi que sa première statuette de la sorte représentant un garçonnet italien (Pfiffero au singe) sera achetée quelque temps plus tard par la Nationalgalerie de Berlin, en 1889. Il se rend en voyage d'études en Italie et à Paris, retourne collaborer à l'atelier de Tilgner, puis s'installe définitivement à Berlin, en 1887.
Il est l'auteur d'un groupe intitulé La Couronne comme trésor de la liberté qui attire l'attention de l'époque. Elle manifeste l'attachement du sculpteur à la dynastie et à la personne du Kaiser, ainsi qu'à sa politique. Ce dernier en commande un exemplaire en marbre, puis en 1899 le monument de l'allée de la Victoire représentant l'Électeur Georges-Guillaume de Brandebourg, qui constitue le premier travail monumental du sculpteur. Il reçoit pour cela de l'empereur le titre de professeur.
Il réalise ensuite la fontaine de Gänseliesel à Berlin, en bronze, et celle du Jour levant à Hambourg.
Uechtritz-Steinkirch fait partie de différentes unions d'entraide d'artistes et il est membre du jury de l'exposition internationale d'art de l'association des artistes berlinois (VBK).
Il meurt le 29 juillet 1908 et il est enterré au cimetière de Wilmersdorf.

## Œuvre

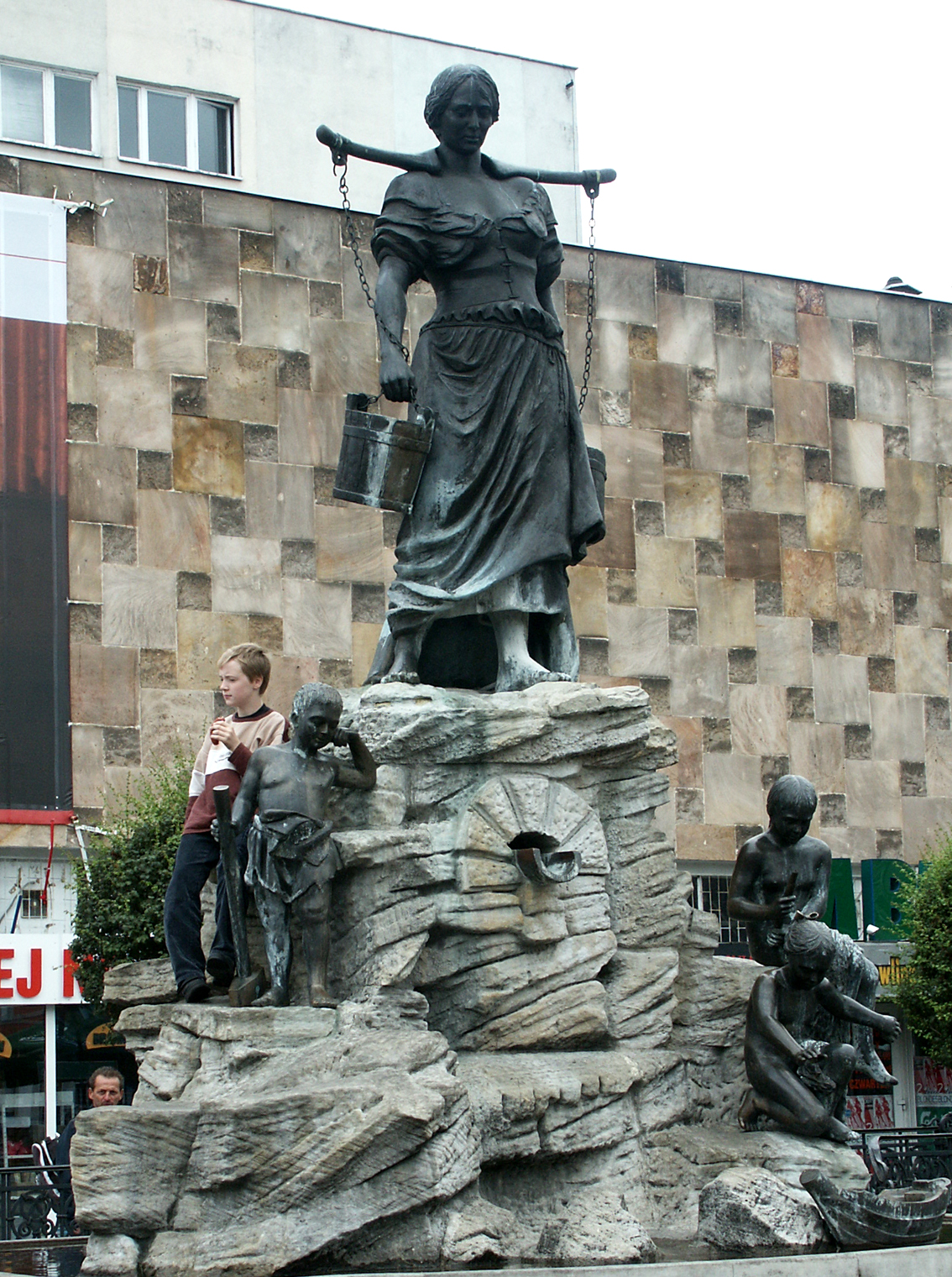
Fontaine Paucksch à Gorzów Wielkopolski, ancienne Landsberg an der Warthe (1897)

- 1897, fontaine Paucksch, Landsberg an der Warthe, copie actuellement
- 1899, temple de Neptune (ou la fontaine Uechtritz, Uechtritz-Brunnen), avec un groupe représentant Léda au cygne, Charlottenbourg, zoo de Berlin
- 1899, sculpture de Moltke, Breslau, bronze
- 1899, monument N°24 de l'allée de la Victoire de Berlin, détruit
- 1904, statue du baron von Steuben, pour l'exposition universelle de Saint-Louis, demeurée sur place
- 1904, fontaine de saint Hubert (Hubertusbrunnen), dans le goût de l'époque de Dürer, Berlin, Tiergarten, détruite
- 1907, Le Jour levant, fontaine à Hambourg (Wandsbek), bronze
- 1908, statue de Blücher, Stolp, place du marché, bronze
- 1910, fontaine de Gänseliesel, Wilmersdorf, bronze